# Gariaband
Gariaband ist eine Kleinstadt im indischen Bundesstaat Chhattisgarh.
Die Siedlung ist Hauptort des Distrikts Gariaband. Gariaband hat den Status eines Nagar Panchayat. Die Stadt ist in 15 Wards gegliedert. Sie hatte am Stichtag der Volkszählung 2011 10.517 Einwohner, von denen 5233 Männer und 5284 Frauen waren. Die Alphabetisierungsrate lag 2011 bei 85,5 % und damit über dem nationalen Durchschnitt. Hindus bilden mit einem Anteil von ca. 88 % die Mehrheit der Bevölkerung in der Stadt. Muslime bilden mit einem Anteil von ca. 10 % eine Minderheit.